# Pseudocercospora opuli
Pseudocercospora opuli är en svampart som först beskrevs av Franz Xaver von Höhnel, och fick sitt nu gällande namn av U. Braun & Crous 2003. Pseudocercospora opuli ingår i släktet Pseudocercospora och familjen Mycosphaerellaceae.   Inga underarter finns listade i Catalogue of Life.